# Super Kotick
Le Super Kotick est un voilier de série à gréement ketch dérivé du Kotick créé par l'architecte Jean-Jacques Herbulot

## Historique
Le Super Kotick a été dessiné par Jean-Jacques Herbulot,  il est une évolution du Kotick Dont il reprend les principales caractéristiques, mais avec des aménagements améliorant le confort et la sécurité. La principale modification est l'aménagement d'une cabine de 4 couchettes pour une utilisation plus confortable en plaisance. Comme le Kotick, sa coque est celle du Pacha réadapté en dériveur lesté. Le lest, qui était amovible sur le Kotick, a été incorporé à la quille au moulage. Le gréement de ketch ainsi que le plan de voilure reste identique au Kotick.  
Après vif succès rencontré par le Kotick qui était assez spartiate car destiné à l'origine aux Scouts marins et écoles de voile, le Super Kotick a été étudié pour améliorer le confort et s'adresser ainsi à un plus grand public, tout en gardant les caractéristiques qui ont fait le succès du Kotick auprès des écoles de voiles. Il reprend le principe de cabine à quatre couchettes du Kotick Saint Florent un prototype de Kotick de 1966 qui n'avait pas été retenu sur la première version. Il permet ainsi un usage polyvalent, utilisable aussi bien en croisière, qu'en promenade familiale et par les écoles de voiles.

## Caractéristiques
Aménagements
Deux couchettes avant (1,95m) sont reliées par un coussin masquant l'emplacement des WC. Sur bâbord, un support réchaud à cardan et des casiers à verres; sur tribord, un emplacement évier et des rangements assiettes forment le coin cuisine.
Plus en arrière, une couchette de 1,95m et au-dessus, une table à cartes coulissante, sous les bancs du cockpit.
Sur l'autre bord, une couchette identique et une table pouvant s'installer facilement pour les repas.
Sous toutes les couchettes et le long de la coque, des coffres et équipets sont prévus.
Sous le cockpit, avirons, tangon, béquilles, gaffe, et cannes à pêche trouvent facilement leur place.
À l'extérieur, le cockpit (2,50 m de long), dont les formes ont été étudiées pour un confort tant au port qu'a la gite, comporte deux grands coffres à l'arrière pouvant abriter les voiles, les défenses, les amarres et même un moteur hors bord avec son réservoir.
Tout à l'avant, un coffre avec vidange à la mer reçoit le mouillage sans encombrer l'intérieur.
Des taquets d'amarrage sont prévus à l'avant et à l'arrière; deux mains courantes prennent place sur le roof de chaque côté du capot coulissant.
Des renforts sont prévus pour l'adjonction éventuelle de winches. 
Construction
La coque, le pont et les aménagements intérieurs sont en stratifié de polyester et fibre de verre.
La dérive est en tôle galvanisée à chaud et un lest de 300 kg est incorporé à la quille au moulage.
L'accastillage est en inox, bronze inox ou nylon     
Voilure et gréement
- Mâts et bômes en alliage léger, posés sur le roof et sur le fond du cockpit.
- gréement en inox et fibre synthétique.
- Grand voile : 8,7 m2
- Foc : 6,24 m2
- Artimon : 4,5 m2
- Voile d'étai : 6,43 m2
- Grand mât : 6 m
- Mât d'artimon : 4,10 m
- L'artimon est contrôlé par un palan asymétrique à trois brins ancré de part et d'autre de la tête du gouvernail.

Moteur
Moteur Hors Bord de 5 à 7 CV arbre long se fixant directement sur le tableau arrière. Peut se ranger dans un des coffres prévus à cet effet.
Échouage
Le Super Kotick peut être échoué sur béquilles. 
Transport
Le Super Kotick peut être transporté sur remorque.